# 山形国際ムービーフェスティバル
山形国際ムービーフェスティバル（やまがたこくさいムービーフェスティバル、英: Yamagata International Movie Festival）は、日本の映画祭。2005年より毎年11月に山形市で開催。国内最大級のスカラシップ制度（最大1億円）を導入している。通称、YMF。

## 概要
東北各地のケーブルテレビ局が加盟する株式会社東北ケーブルテレビネットワークなどが運営委員会を組織している。 
スローガンは「才能よ、雪に埋もれるな。」であり、毎年全国・世界からオリジナルの映像作品を募集し、グランプリなどを決定するコンペティションを行っている。優秀作品に選ばれた製作者には、新たな映画製作を資金面やプロデュース面でバックアップする「スカラシップ制度」を設けており、スカラシップは国内最大級の上限1億円（製作費+P&A費）。製作、配給などのバックアップ体制のもと、劇場公開の商業映画として、映画界に新たな風を起こす新人監督のデビューを目指している。
開催地である山形市は、2017年にユネスコ創造都市ネットワークの「映画」分野で、国内で唯一加盟認定を受けた。山形市は山形国際ドキュメンタリー映画祭の開催地でもあり、その他にも数多くの映画のロケ地であることや映画文化振興の様々な活動が評価された。
山形の地から、「次世代を担う才能を発掘・育成すること」、「東京からではなく東北・山形から新たな映画文化の発信」、「将来的に映画祭を通して様々な連携や取り組みを生み出していくこと」を目指している。 
毎年11月にフェスティバルを開催し、コンペティションの応募作品の中から選ばれたノミネート作品の上映、受賞作品の発表・表彰式、レセプションパーティー、プロの監督製作の招待作品の上映・舞台挨拶、トークショーやライブなどを行っている。 

### コンペティション
応募作品の中から事前審査を通過した最終ノミネート作品が発表され、最終審査は映画祭開催日にムービーオンやまがたで行われる。審査委員には映画監督や役者、プロデューサー、脚本家などの映画関係者からIT企業やテレビ業界、配信業界など様々な分野の専門家が名を連ね、山形県村山市出身の映画監督 村川透は第1回目のYMF2005から毎年審査委員を務めている。（第2回目より審査委員長を務める）また、第2回目より審査委員に就任している俳優の船越英一郎は、YMFを「日本の“サンダンス映画祭”」にしたいと語り話題を呼んだ。第1回目のYMF2005から第20回目となるYMF2024までで合計4,600作品の応募があり、11作品のスカラシップ作品が完成している。
最終ノミネート作品として選ばれた作品は、東北のケーブルテレビ局で放送も行う。またYMF2023よりU-NEXTとの連携がスタートし、作品の配信も行っている。

## 開催日程・受賞一覧
| 回 数  | 開 催 日 程             | 応 募 総 数 | 受 賞 作 品 |
| ------ | ----------------------- | ----------- | --- |
| 第1回  | 2005年10月7日-10月9日   | 90作品      | グランプリ 該当なし 準グランプリ 『49日の幸せな時間』（監督：秀） フィクション部門賞 『Catchball With ニコル』（監督：浅野晋康） 審査員特別奨励賞 『ぽたぽた、たゆたう』（監督：渡辺賢一） 『銭湯夜曲』（監督：佐藤広一） 村川透監督賞 『SMALL WORLD』（監督：貫井勇志） 東北ケーブルテレビ賞 『NAUTILUS』（監督：松城明） 音楽賞 『葉月の海』（監督：飯島周・栗山直行） 入選 『恋風』（監督：庄司樹） 『白鳥の湖』（監督：小野寺昭憲） 『新でんでらの』（監督：横田あきら） ノンフィクション部門賞 該当なし |
| 第2回  | 2006年10月5日-10月7日   | 167作品     | グランプリ 『MEMORIES』（監督：Bae-Tea-Su） 準グランプリ 『遺影』『116』（監督：三宅伸行） 審査委員特別賞 『隣人観察日記』（監督：笹木彰人） バイラル賞 『スミレマンデー』（監督：清水信宜） Gyao賞 『everything』（監督：石黒晋也） デジタルガレージ賞 『緋音町怪絵巻』（監督：倉田ケンジ） 東北ケーブルテレビネットワーク賞 『水筒少年』（監督：富永まい） 村川透監督賞 『みかとせいじゅん』（監督：山岡大祐） 入選 『大きな樹の下で』（監督：村上連） 『Kick-the-Can』（監督：藤原光暁） 『水曜日の朝に』（監督：服部元） 『光のシャワー』（監督：野頭雄一郎） 『キャッチボール』（監督：牧田浩平） |
| 第3回  | 2007年11月9日-11月11日  | 257作品     | グランプリ 『My First Kiss』（監督：山田篤宏） 準グランプリ 『Clears』（監督：池田圭） 選考委員特別賞 『盗賊ブギ』（監督：草苅勲） 最優秀俳優賞・船越英一郎賞 『黒振り袖を着る日』金澤ゆかり 山形市長賞 『笑ひ教』（監督：葉子） 村川透監督賞 『月の華』（監督：村上聡） 東北ケーブルテレビネットワーク賞 『精霊のモリ』（監督：宮武由衣） 入選 『わたしが沈黙するとき』（監督：山本兵衛） 『XYZ』（監督：中川智史） 『MONKEY GAME』（監督：布江剛士） 『フキダシ』（監督：菱川直樹） 『塩鮭』（監督：小田学） 『黒振り袖を着る日』（監督：柴山健次） 『sunday』（監督：波多野順平） 『夏音風鈴』（監督：勝又悠） 『昨日の町で、』（監督：岩松あきら） 『屋上の夢』（監督：藤橋誠） |
| 第4回  | 2008年11月14日-11月16日 | 297作品     | 映像部門 グランプリ 該当なし 準グランプリ 『サクラ、アンブレラ』（監督：古新舜） 最優秀俳優賞・船越英一郎賞 『サクラ、アンブレラ』清水ゆみ 入選 『薔薇は13で待て』（監督：糸曽賢志・亀渕裕） 『Little Tear～蟻の涙～』（監督：陣ヶ尾達也） 『Your Sound』（監督：奥田寛） 『がたぴしLife』（監督：藤原智樹） 『お願い。誰か』（監督：吉木敏博） 『永遠の口紅』（監督：布江剛士） 『２×２』（監督：家永浩輔） アニメ・CG部門 グランプリ 『レブン』（監督：高橋昂也） 準グランプリ 『CAMERA』（監督：Jeong-soo.Hur） 入選 『Ascension』（監督：田島清美） 『Christmas in Taxi』（監督：Young-kwang.Jo） 『RE:Map』（監督：YORIYASU） 『熊と年寄りと海』（監督：Dae-yeong.HONG） 二部門共通 東北ケーブルテレビネットワーク賞 『HiBi-Chan』（監督：HiBi-PaPa） MOVIE ON賞 『M.O.-105 Maria』（監督：Secky Chang） 山形市長賞 『３９ra☆愛キュン』（監督：勝又悠） 村川透監督賞 『MIRROR』（監督：黒澤光之）                                                                  |
| 第5回  | 2009年11月13日-11月15日 | 245作品     | 全部門共通 グランプリ 該当なし 準グランプリ 『Consciousness the Short』（監督：上野山勝也） 最優秀俳優賞・船越英一郎賞 『Ohayo』木下智恵 各部門賞 映像部門 最優秀賞 『Ohayo』（監督：岡田信也） アニメ・ＣＧ部門 最優秀賞 『トリノハナシとオッパイノハナシ』（監督：りゅうすけ） U-23部門 最優秀賞 『キレる』（監督：岡田真樹） 全部門共通入賞 村川透監督賞 『ZZZ』（監督：高橋コウジ） 東北ケーブルテレビネットワーク賞 『鏡の娘』（監督：金子雅和） MOVIE ON賞 『キミ/ハミング/コーヒー』（監督：勝又悠） 山形県知事賞 『しゃっくりの心』（監督：大森研一） 山形市長賞 『時効』（監督：具志堅浩二） 入選 映像部門 『ふたりだけの同窓会』（監督：下倉功） 『ぐるぐるまわる』（監督：片岡翔） 『nonsence』（監督：坂本保範） アニメ・ＣＧ部門 『スペースネコシアター』（監督：青木純） 『向ヶ丘千里はただ見つめていたのだった』（監督：植草航） U-23部門 『地点』（監督：富宇賀直也）                                                                                   |
| 第6回  | 2010年11月12日-11月14日 | 228作品     | 全部門共通入賞 グランプリ 『LADY GO』（監督：太田真博） 準グランプリ 『灯花』（監督：助川勇太） 最優秀俳優賞・船越英一郎賞 『LADY GO』辻真以子 各部門賞 映像部門 最優秀賞 『forgive』（監督：川村清人） アニメ・ＣＧ部門 最優秀賞 『OROKA』（監督：YORIYASU） U-23部門 最優秀賞 該当なし U-23部門 奨励賞 『モノクロームで鮮やかに』（監督：川本紘生） 『ははお屋」（監督：戸塚富士丸） 全部門共通入賞 村川透監督賞 『セピア色のとけい』（監督：きのしたがく） 東北ケーブルテレビネットワーク賞 『イシノオト』（監督：木下真） MOVIE ON賞 『くらげくん』（監督：片岡翔） 山形県知事賞 『夏の移動図書館』（監督：竹葉リサ） 山形市長賞 『走るのには理由がある』（監督：岡元雄作） 入選 映像部門 『スレッド』（監督：谷健二） 『おうちへかえろう』（監督：佐藤福太郎） 『風の名前』（監督：Yoshino） 『Wonder Wheelin'』（監督：岸野順平） アニメ・ＣＧ部門 『SHIBAINUー完全版ー』（監督：浜口泰昭） 『鶴ウサギ』（監督：藤原智樹）                                        |
| 第7回  | 2011年11月10日-11月13日 | 181作品     | グランプリ 該当なし 準グランプリ 『記憶のひとしずく』（監督：畑中大輔） 最優秀俳優賞・船越英一郎賞 『記憶のひとしずく』占部房子 選考委員特別賞 『帰省』（監督：黒木敬士） 『メリーゴーラウンド』（監督：岡元雄作） 『大きな財布』（監督：杉田真一） 『I Love Me』（監督：陣ヶ尾達也） 山形県知事賞 『ひびり』（監督：新井哲） 山形市長賞 『VESSELS』（監督：高橋昴也） 村川透監督賞 『復元師』（監督：金子雅和） MOVIE ON賞 『ビリーザキッドの最期の弾丸』（監督：ワタナベカズキ） 東北ケーブルテレビネットワーク賞 『ネコ魔女のキポラ』（監督：藤原智樹） |
| 第8回  | 2012年11月9日-11月11日  | 168作品     | グランプリ 該当なし 準グランプリ 『アイゴ～！～我が国籍は天にあり～』（監督：李達也） 『流騒』（監督：岡元雄作） 最優秀俳優賞・船越英一郎賞 『流騒』板東晴 選考委員特別賞 『嫌われ者のラス』（監督：YORIYASU） 『棒つきキャンディー』（監督：酒井麻衣） 武林未来賞 『あおとんぼ』（監督：藤橋誠） 山形県知事賞 『日なたの家族』（監督：山本 曉） 山形市長賞 『BOTTOM BOTTOM BOTTOM』（監督：家永浩輔） 村川透監督賞 『三歩さがって』（監督：高橋雅紀） MOVIE ON賞 『色声』（監督：八幡貴美） 東北ケーブルテレビネットワーク賞 『Leash』（監督：高橋秀綱） |
| 第9回  | 2013年11月8日-11月10日  | 177作品     | グランプリ 該当なし 準グランプリ 『京太の放課後』（監督：大川五月） 『水の足跡』（監督：金子雅和） 最優秀俳優賞・船越英一郎賞 『ゆびわのひみつ』結 選考委員特別賞 『ゆびわのひみつ』（監督：谷口雄一郎） 『マイ・ツイート・メモリー』（監督：松本卓也） 観客賞（アクトビラ賞） 『Halcyon days』（監督：風間太樹） 武林未来賞 『Halcyon days』（監督：風間太樹） 日本テクト賞 『ある老人の時計』（監督：三ツ橋勇二） 山形県知事賞 『霞』（監督：高橋コウジ） 山形市長賞 『ふるべのかむわざ』（監督：石坂アツシ） 村川透監督賞 『CHRONO』（監督：長尾雄一郎） 東北ケーブルテレビネットワーク賞 『COIN LAUNDRY』（監督：藤井悠輔） |
| 第10回 | 2014年11月14日-11月16日 | 205作品     | グランプリ 『ネクタイと壁』（監督：山本亜希） 準グランプリ 『オンディーヌの呪い』（監督：甲斐さやか） 準グランプリ 『タポルージャ』（監督：藤原智樹） 最優秀俳優賞・船越英一郎賞 『揺れるスカート』木口健太 選考委員特別賞 『夢見ぬ少年』（監督：山羊博之） 観客賞（アクトビラ賞） 『LR Lost Road』（監督：松本卓也） 未来賞 『揺れるスカート』（監督：岡元雄作） 日本テクト賞 『爛れる/Becomes Sore』（監督：末長敬司） 山形県知事賞 『奇魂侍』（監督：瀬名快伸） 山形市長賞 『LR Lost Road』（監督：松本卓也） 村川透監督賞 『嘘』（監督：西本信也） 東北ケーブルテレビネットワーク賞 『浮雲』（監督：助川勇太） |
| 第11回 | 2015年11月13日-11月15日 | 186作品     | グランプリ 『不旋律のソナタ』（監督：岡元雄作） 準グランプリ 『おもひでレストラン』（監督：細井尊人） 最優秀俳優賞・船越英一郎賞 『ワタシ カレシ ツクル』美紀乃 選考委員特別賞 『ワタシ カレシ ツクル』（監督：たかせしゅうほう） 観客賞 武林未来賞 『エンドロールを撮りに』（監督：中泉裕矢） MOVIE ON賞 『高校教師』（監督：野村美奈子） NID東北賞 『やわらかな秘密』（監督：生見司織） 認知症総合支援機構賞 『エンドロールを撮りに』（監督：中泉裕矢） 山形県知事賞 『八月十六日の散歩』（監督：深澤尚徳） 山形市長賞 『東京コスモ』（監督：宮内貴広） 村川透監督賞 『Settling セットリング』（監督：白川祐介） 東北ケーブルテレビネットワーク賞 『深入 しんにゅう』（監督：釘宮直也） |
| 第12回 | 2016年11月11日-11月13日 | 308作品     | グランプリ 『U・F・O ～うしまどの、ふしぎなできごと～』（監督：藤原知之） 準グランプリ 『EVERY TIME WE SAY GOODBYE』（監督：倉田健次） 最優秀俳優賞・船越英一郎賞 『DEPARTURE』笠原千尋 選考委員特別賞 『嘘をついて』（監督：三ツ橋勇二） 『テイク8』（監督：上田慎一郎） 観客賞 『キッチン』（監督：あべ美佳） 脚本賞 『落研冒険支部』（脚本：市村政晃） MX4D賞 『落研冒険支部』（監督：飯野歩） 村川透監督賞 『DEPARTURE』（監督：園田新） 入選 『だんらん』（監督：生見司織） 『つなぎ』（監督：キム・テヒョン） 『君とふたりで』（監督：望月亜実） |
| 第13回 | 2017年11月10日-11月12日 | 289作品     | グランプリ 『ピカレスカ ～Novela Picaresca～』（監督：倉田健次） 準グランプリ 『追憶ダンス』（監督：土屋哲彦） 最優秀俳優賞・船越英一郎賞 『今夜新宿で、彼女は、』広山詞葉 選考委員特別賞 『PHANTOM COLLECTOR』（監督：たかひろや） 観客賞 『追憶ダンス』（監督：土屋哲彦） 脚本賞 『宴の宵がさめるまで』（監督：今村瑛一） MX4D賞 『PHANTOM COLLECTOR』（監督：たかひろや） 村川透監督賞 『水戸黄門Z』（監督：大川祥吾） 大西金属賞 『今夜新宿で、彼女は、』（監督：山田佳奈） 入選 『LAST STAGE』（監督：小原剛） 『MAKE HOME』（監督：小田憲和） |
| 第14回 | 2018年11月9日-11月11日  | 271作品     | グランプリ 『老ナルキソス』（監督：東海林毅 ） 準グランプリ 『霞立つ』（監督：永井和男） 最優秀俳優賞・船越英一郎賞 『CARPE DIEM』柿本朱里 選考委員特別賞 『コロコロワニのスタンリー』（監督：米岡孝） 観客賞 『しらないで』（監督：谷口雄一郎） 脚本賞 『老ナルキソス』（監督：東海林毅 ） 村川透監督賞 『CARPE DIEM』（監督：小原剛・小原健） 日本テクトホールディングス賞 『CARPE DIEM』（監督：小原剛・小原健） 大西金属賞 『コロコロワニのスタンリー』（監督：米岡孝） NID東北賞 『公衆電話』（監督：松本動） 入選 『シンデレラのさえずりを聞け』（監督：中野森） 『しらないで』（監督：谷口雄一郎） 『公衆電話』（監督：松本動） 『FOUR』（監督：たかひろや） 『迷子の海辺』（監督：梅田寿美子） 『思い出をはこぶ歌』（監督：村松大翔思） |
| 第15回 | 2019年11月8日-11月10日  | 187作品     | グランプリ 『グラフィティ・グラフィティ！』（監督：松尾豪） 準グランプリ 『カセットテープ』（監督：松本動） 最優秀俳優賞・船越英一郎賞 『つむぐ』涼邑芹 『Lemon & Letter』 品田誠 審査委員特別賞 『半径3メートル以内の片隅で』（監督：佐島由昭） 観客賞 『失恋科』（監督：長谷川徹） 脚本賞 『半径3メートル以内の片隅で』（監督：佐島由昭） 村川透監督賞 『来夢来人」（監督：若葉竜也） MX4D賞 『歌う！女探偵』（監督：大川祥吾） 日本テクトホールディングス賞 『次は何に生まれましょうか』（監督：野本梢） NID東北賞 『次は何に生まれましょうか』（監督：野本梢） 入選 『つむぐ』（監督：片山享） 『Lemon & Letter』（監督：梅木佳子） 『家族の地図』（監督：水口紋蔵・鷲頭祥伍） |
| 第16回 | 2020年11月13日-11月15日 | 223作品     | グランプリ 『愛をたむけるよ』（監督：団塚唯我） 準グランプリ 『Vtuber 渚』（監督：GAZEBO） 最優秀俳優賞・船越英一郎賞 『Vtuber 渚』佐藤睦 審査委員特別賞 『化身』（監督：鈴木龍） withコロナ／ショートフィルム部門賞『みんなで作れば』（監督：石山和史） 『ある夜の出来事』（監督：大川晃弘） 観客賞 『ZACO』（監督：渡部健人） 脚本賞 『ZACO』（監督：渡部健人） 村川透監督賞 『パレット』（監督：松本動） MX4D賞 『まよなかのいぬごやレース』（監督：MATSUMO） NID東北賞 『儘ならぬ恋の目論見』（監督：小山和生） 入選 『ハチワン結婚相談所』（監督：こだかさり） 『ワット・ア・デイ』（監督：堀井綾香） 『One Cut in the Life【序章】』（監督：発智新太郎） withコロナ／ショートフィルム部門入選 『Rie』（監督： かまだともゆき） 『新たな日常』（監督：市原俊幸） 『QUARANTINE DREAM あの日の夢』（監督：小松原茂幸） 『Uncle Vanya』（監督：岸建太朗） 『オムニバスSF映画「リモートゥ・ザ・フューチャー」』（監督：三重野広帆） 『適度なふたり』（監督：柴田有麿） |
| 第17回 | 2021年11月12日-11月14日 | 246作品     | グランプリ 『AIM』（監督：GAZEBO） 準グランプリ 『捨てといて 捨てないで』（監督：山口森広） 最優秀俳優賞・船越英一郎賞 『ナナサン』岡田深 審査委員特別賞 『うまれる』（監督：田中聡） 観客賞 『うまれる』（監督：田中聡） 脚本賞 『Girl』（監督：山本篤子） 村川透監督賞 『Mistake』（監督：水落豊） 入選 NID東北賞 『LADY TO GO』（監督：橋本匠子） 入選 東北ケーブルテレビネットワーク賞 『迷子』（監督：山本大策） 入選 『くしゃみ』（監督：高島優毅） 『火づくり』（監督：松浦直紀） 『ナナサン』（監督：村口知巳） |
| 第18回 | 2022年11月11日-11月13日 | 282作品     | グランプリ 『ミヌとりえ』（監督：全辰隆） 『牡丹の花』（監督：土居佑香） 最優秀俳優賞・船越英一郎賞 『牡丹の花』小野莉奈 審査委員特別賞 『リスケ』（監督：鈴江誉志） 観客賞 『湖の底から見る風景』（監督：森実知子） 脚本賞 『78:22』（監督：加藤悦生） 村川透監督賞 『リミットがブレイクする』（監督：大川祥吾） 入選 東北ケーブルテレビネットワーク賞 『湖の底から見る景色』（監督：森実知子） 入選 日本テクトホールディングス賞 『お願いだから、唱えてよ』（監督：佐島由昭） 入選 NID東北賞 『会いたくてたまらない』（監督：森実知子） 入選 『ささくれ』（監督：大金康平） 『位置について、』（監督：飯野歩) 『波に乗る風たち』（監督：劉一森） |
| 第19回 | 2023年11月10日-11月12日 | 296作品     | グランプリ 『フューチャー！フューチャー！』（総監督：眞鍋海里 監督：山本ヨシヒコ） 準グランプリ 『Shoe Lover』（監督：松本サキ） 最優秀俳優賞・船越英一郎賞 『-Perfect・Nervous-』髙石あかり 審査委員特別賞 『五時のメロディ』（監督：岩田隼之介） 観客賞 『フューチャー！フューチャー！』（総監督：眞鍋海里 監督：山本ヨシヒコ） 脚本賞 『The Right Combination』（監督：坂部敬史） 村川透監督賞 『KUTSUYA』（監督：武田成史） U-NEXT賞 『空と白と波と母』（監督：西山裕之） 入選 東北ケーブルテレビネットワーク賞 『まるで惑星』（監督：シェーク M ハリス） 入選 日本テクトホールディングス賞 『自転車に乗って』（監督：田中聡） 入選 NID東北賞 『-Perfect・Nervous-』（監督：佐野大） 入選 『回復タイム』（監督：山口智誠） |
| 第20回 | 2024年11月8日-11月10日  | 297作品     | グランプリ 『Life record』（監督：矢野瑛彦） 準グランプリ 『コラン・ド・プランシーの万年筆』（監督：山本大策） 最優秀俳優賞・船越英一郎賞 『白縹』永田凜 審査委員特別賞 『ボールドアズ、君。』（監督：岡本崇） 観客賞 『コラン・ド・プランシーの万年筆』（監督：山本大策） 脚本 『Life record』（監督：矢野瑛彦） 村川透監督賞 『麻雀と指輪』（監督：野村次郎） U-NEXT賞 『コラン・ド・プランシーの万年筆』（監督：山本大策） 東北ケーブルテレビネットワーク賞 『四角の中の人たち』（監督：渡邉裕也） 日本テクトホールディングス賞 『EXHIBIT』（監督：岡本多緒） NID東北賞 『馬橇の花嫁』（監督：逢坂芳郎） 入選 『白縹』（監督：上條大輔） 『stein』（監督：SUBARU） 『川面に聴く』（監督：藤森圭太郎） 『The Pageant』（監督：髙木聡） 『Lelaina』（監督：長棟航平） |
| 第21回 | 2025年11月7日-11月9日   |             | |

### スカラシップ制度
コンペティションのグランプリや準グランプリとなった優秀作品を対象に、スカラシップ制度を設けている。企画審査を経て、新たな映画製作の資金が与えられ、山形国際ムービーフェスティバルが映画製作のプロデュースやサポートも行う。これまでに11作品のスカラシップ作品が完成し、アメリカオースティン映画祭での受賞など注目された。2014年までは製作資金の上限が1,000万円だったが、2015年からは製作費+P&A費で上限1億円となり話題を呼んだ。現在もスカラシップ制度は継続しており、スカラシップの審査が通った作品については、本格的に製作委員会を作り、製作資金、製作体制、配給などのバックアップ体制のもと、映画界に新たな風を起こす劇場公開作品を目指して、企画制作が進められている。

#### これまでのスカラシップ作品
| 作品タイトル          | 監督       | 出演                                    | 時間  | 受賞年度                   | スカラシップ 資金 | 入賞実績                                    |
| --------------------- | ---------- | --------------------------------------- | ----- | -------------------------- | ----------------- | ------------------------------------------- |
| ワナワナ。            | 秀         | 松永裕子 桂亜沙美 笹岡莉紗 細田よしひこ | 50分  | YMF2005 準グランプリ       | 500万円           |                                             |
| A DAY IN THE LIFE     | 浅野晋康   | 斉藤陽一郎 村井美樹 戸田昌宏 杉山彦々   | 74分  | YMF2005 フィクション部門賞 | 400万円           |                                             |
| アイ マイ ミー マイン | 渡辺賢一   | 悠城早矢 中村優子 三浦誠己 菜 葉 菜     | 75分  | YMF2005 審査員特別奨励賞   | 200万円           |                                             |
| 隠し砦の鉄平君        | 佐藤広一   | 佐藤直樹 布川祐輔 中村美悠 天宮良       | 70分  | YMF2005 審査員特別奨励賞   | 200万円           |                                             |
| Boiler                | Bae Tae-Su | Choi Ji－Hoon 菜葉菜 Park Sam-Gyu       | 55分  | YMF2006 グランプリ         | 1,000万円         |                                             |
| Lost&Found            | 三宅伸行   | 菅田俊 坂田雅彦 畑中智行 寉岡萌希       | 75分  | YMF2006 準グランプリ       | 500万円           | アメリカオースティン映画祭 グランプリ受賞   |
| キャットボイス        | 笹木彰人   | 入山宏一 菜 葉 菜 有川マコト 寉岡瑞希   | 97分  | YMF2006 審査員特別賞       | 250万円           |                                             |
| ハッピーエンド        | 山田篤宏   | 菜 葉 菜 長谷川朝晴 河合龍之介 松澤傑   | 90分  | YMF2007 グランプリ         | 1,000万円         | アメリカオースティン映画祭 最優秀観客賞受賞 |
| サマーリフレイン      | 池田圭     | 高山都 結城貴史 神農幸 翁長誠           | 100分 | YMF2007 準グランプリ       | 400万円           |                                             |
| ブルーシートブルース  | 草苅勲     | 天谷俊介 清水美那 藤崎卓也 大方斐紗子   | 71分  | YMF2007 選考委員特別賞     | 250万円           |                                             |
| 狐独 KODOKU           | 上野山勝也 | 忍成修吾 菜 葉 菜 濱田ここね 結城貴史   | 107分 | YMF2009 準グランプリ       | 250万円           | ホノルル国際映画祭 最優秀外国映画賞 受賞    |

## YMFノミネート監督その後の活躍
山形国際ムービーフェスティバルにノミネートされた監督たちは、その後、劇場公開作品やテレビドラマなど様々な作品製作を行い、多方面で活躍をしている。

### ノミネート監督が製作した主な作品
YMF2005 審査員特別奨励賞　佐藤広一監督
- 「世界一と言われた映画館」2019年1月5日公開
- 「紅花の守人　いのちを染める」2022年9月3日公開

YMF2006 準グランプリ　三宅伸行監督
- 「掌の小説」2010年3月27日公開
- 「世の中にたえて桜のなかりせば」2022年4月1日公開

YMF2007 グランプリ　山田篤宏監督
- 「AWAKE」2020年12月25日公開

YMF2007 最優秀俳優賞・船越英一郎賞　柴山健次監督
- 「流れ星が消えないうちに」2015年11月21日公開
- 「パーフェクトワールド」2018年10月15日公開
- 「今はちょっと、ついてないだけ」2022年4月8日公開

YMF2009 山形県知事賞　大森研一監督
- 「瀬戸内海賊物語」2014年5月31日公開

YMF2010 MOVIE ON賞　片岡翔監督
- 「1/11 じゅういちぶんのいち」2014年4月5日公開

- 「この子は邪悪」2022年9月1日公開

YMF2010 山形県知事賞　竹葉リサ監督
- 「シグナル100」2020年1月24日公開

YMF2013 観客賞／武林未来賞　風間太樹監督
- 「チア男子!!」2019年5月10日公開
- 「チェリまほ THE MOVIE 30歳まで童貞だと魔法使いになれるらしい」2022年4月8日公開
- フジテレビドラマ「silent」2022年10月～12月放送
- 「バジーノイズ」2024年5月3日公開
- フジテレビドラマ「海のはじまり」2024年7月～9月放送

YMF2014 準グランプリ　甲斐さやか監督
- 「赤い雪 Red Snow」 2019年2月1日公開
- 「徒花ーADABANAー」2024年10月18日公開

YMF2015 観客賞 武林未来賞／認知症総合支援機構賞　中泉裕矢監督
- 「君がまた走り出すとき」2019年3月2日公開

YMF2016 審査員特別賞　上田慎一郎監督
- 「カメラを止めるな!」2018年6月3日公開
- 「100日後に死ぬワニ」 2021年7月9日公開
- 「ポプラン」2022年1月14日公開
- 「アングリースクワッド 公務員と7人の詐欺師」2024年11月22日公開

YMF2017 グランプリ　倉田健次監督
- 「藍色少年少女」2019年7月26日公開
- 「MANKAI MOVIE「A3!」 SPRING & SUMMER」2021年12月3日公開
- 「MANKAI MOVIE「A3!」 AUTUMN & WINTER」2022年3月4日公開

## 過去の映画祭

### 第1回山形国際ムービーフェスティバル（YMF2005）
開催日：2005年10月7日(金)・8日(土)・9日(日)　会場：シネマ旭（山形市七日町）
創業90年の歴史を持つ山形市の老舗映画館シネマ旭を会場に第1回となる山形国際ムービーフェスティバルを開催。映画祭の立ち上げに関わった当時ライブドアの堀江貴文が選考委員長務め、映画監督の村川透、演出家のテリー伊藤、俳優の天宮良などが選考委員を務めた。映画祭のナビゲーターはタレントの村井美樹が務めた。

### 第2回山形国際ムービーフェスティバル（YMF2006）
開催日：2006年10月5日(木)・6日(金)・7日(土)　会場：シネマ旭（山形市七日町）
映画監督の村川透が選考委員長に就任。俳優の船越英一郎、放送作家の小山薫堂、株式会社デジタルガレージの林郁、プロデューサーの古賀俊輔などが選考委員に就任。YMF2005スカラシップ作品である「ワナワナ。（監督：秀）」、「A DAY IN THE LIFE（監督：浅野晋康）」、「アイ マイ ミー マイン（監督：渡辺賢一）」、「隠し砦の鉄平君（監督：佐藤広一）」を上映。さらに映画監督の行定勲も初来場し、招待作品「ユビサキから世界を」上映、舞台挨拶を行った。ナビゲーターはコージー冨田・松岡由樹が務めた。

### 第3回山形国際ムービーフェスティバル（YMF2007）
開催日：2007年11月9日(金)・10日(土)・11日(日)　会場：シネマ旭（山形市七日町）
1971年（大正6年）にオープンしたシネマ旭は同年12月23日閉館となり、シネマ旭での最後の開催となった。コンペティションでは、選考委員の船越英一郎が決定する最優秀俳優賞・船越英一郎賞が新設される。エンツォフェラーリのデザインをはじめ世界で活躍する工業デザイナー奥山清行がデザインし、創業400年の伝統を誇る山形鋳物の菊地保寿堂が制作した、YMFのオリジナルトロフィーが完成。この年より毎年、グランプリには金色のトロフィー、準グランプリには銀色のトロフィーが贈られる。ナビゲーターは女優の菜 葉 菜が務めた。

### 第4回山形国際ムービーフェスティバル（YMF2008)
開催日：2008年11月14日(金)・15日(土)・16日(日)　会場：ムービーオンやまがた（山形市嶋北）
2008年4月にオープンしたシネマコンプレックス ムービーオンやまがた（デザイン・監修：奥山清行）での初の開催となった。東北最大級のスクリーンで上映されるノミネート作品や招待作品が話題となった。また、これまではホテル会場で開催していたレセプションパーティーを、この年より映画館ロビーの特設会場で開催。映画祭のテーマソングとして元Folder5のarie（arisa）の「僕は…。」が抜擢される。スペシャルライブではarieとミュージシャンの上田正樹がパフォーマンスを披露した。

### 第6回山形国際ムービーフェスティバル（YMF2010）
開催日：2010年11月12日(金)・13日(土)・14日(日)　会場：ムービーオンやまがた（山形市嶋北）
招待作品上映および舞台挨拶に豪華ゲストが来場。「ラブファイト（舞台挨拶：成島出）」、「お父さんのバックドロップ（舞台挨拶：李闘士男、宇梶剛士）」、「行きずりの街（舞台挨拶：仲村トオル）」、「女たちは二度遊ぶ（舞台挨拶：行定勲）」、「小川の辺（ゲスト：勝地涼）」など。ライブパフォーマンスにはT-BOLANの森友嵐士が登場し話題となった

### 第7回山形国際ムービーフェスティバル（YMF2011）
開催日：2011年11月10日(木)・11日(金)・12日(土)・13日(日)　会場：ムービーオンやまがた（山形市嶋北）
2011年3月11日に発生した東日本大震災の影響を鑑みて、映画祭の開催についても休止を検討したが、「祈り～震災復興～」をテーマに開催を決定。山形国際ムービーフェスティバルを主催する東北ケーブルテレビネットワーク局のうち、三陸ブロードネット、気仙沼ケーブルネットワーク、宮城ケーブルテレビの3局が直接的な被害を受けたが、震災の痛みを忘れず伝えていくために、被災局が撮影した映像を特別上映した。震災後の社会状況を考慮しこの年スカラシップ制度は休止となった。

### 第8回山形国際ムービーフェスティバル（YMF2012）
開催日：2012年11月9日(金)・10日(土)・11日(日)　会場：ムービーオンやまがた（山形市嶋北）
招待作品上映および舞台挨拶では「サマーウォーズ（舞台挨拶：細田守）」、「Kamome カモメ（舞台挨拶：行定勲）」、「聯合艦隊司令長官 山本五十六 -太平洋戦争70年目の真実-（舞台挨拶：成島出）」、などが登場。YMF映画製作ワークショップを開催し、その作品発表も行われた。スカラシップ制度は社会状況を考慮し、前年に続き休止となった。

### 第9回山形国際ムービーフェスティバル（YMF2013）
開催日：2013年11月8日(金)・9日(土)・10日(日)　会場：ムービーオンやまがた（山形市嶋北）
招待作品上映および舞台挨拶では「おしん（舞台挨拶：冨樫森、濱田ここね、小林綾子、菜 葉 菜）」、「この世の外へ クラブ進駐軍（舞台挨拶：阪本順治）」、「利休にたずねよ（舞台挨拶：田中光敏）」、「I LOVE YOU（舞台挨拶：廣木隆一）」などが登場。スカラシップ制度がこの年から再開された。

### 第10回山形国際ムービーフェスティバル2014（YMF2014）
開催日：2014年11月14日(金)・15日(土)・16日(日)　会場：ムービーオンやまがた（山形市嶋北）
10回目の記念開催として、「The History of YMF～YMF10年の軌跡～」の上映や、前田哲監督による映画製作ワークショップでの完成作品「海に消え、山で会う」の上映が行われたほか、スペシャルゲストトークとして、瀬々敬久、大友啓史、前田哲、ヤン・ヨンヒが登場し話題となった。 招待作品は「ドルフィンブルー フジ、もういちど宙へ（舞台挨拶：前田哲、松山ケンイチ）」、「るろうに剣心 (実写映画)（舞台挨拶：大友啓史）」、「SFホイップクリーム（舞台挨拶：瀬々敬久）」など。

### 第11回山形国際ムービーフェスティバル2015（YMF2015）
開催日：2015年11月13日(金)・14日(土)・15日(日)　会場：ムービーオンやまがた（山形市嶋北）
この年よりスカラシップ制度をリニューアルし、製作費+P&A費で上限1億円となる。映画祭初日を「アニメーションの日」とし、「銀河鉄道999 (アニメ)」「長靴をはいた猫」「ONE PIECE THE MOVIE デッドエンドの冒険」を上映、声優の小原乃梨子、野村道子、肝付兼太、山口勝平による舞台挨拶が行われた。また、5人組ヴィジュアル系ロックバンドSuGのボーカルである武瑠が原作・監督をつとめた短編映画『WE CRY OUT HELLYEAH』が第1回YMFアーティストシネマ賞を受賞した。

### 第12回山形国際ムービーフェスティバル2016（YMF2016）
開催日：2016年11月11日(金)・12日(土)・13日(日)　会場：ムービーオンやまがた（山形市嶋北）
Netflixオリジナルドラマ「火花」（原作：又吉直樹）全10話を映画館のスクリーンで3日間に渡り一挙上映。舞台挨拶には、総監督の廣木隆一、監督の白石和彌、主演の波岡一喜などが登壇。主演の林遣都も当日急遽、駆け付け話題を呼んだ。その他の招待作品は「ぼくのおじさん（舞台挨拶：山下敦弘、松田龍平、大西利空）」、「スワロウテイル（舞台挨拶：岩井俊二）」、「スウィングガールズ（舞台挨拶：矢口史靖）」など。

### 第13回山形国際ムービーフェスティバル2017（YMF2017）
開催日：2017年11月10日(金)・11日(土)・12日(日)　会場：ムービーオンやまがた（山形市嶋北）
招待作品上映および舞台挨拶では「探偵はBARにいる3（舞台挨拶：大泉洋）」、「火花（舞台挨拶：板尾創路）」、「うつくしいひと（舞台挨拶：行定勲、高良健吾）」、「NEKO THE MOVIE（舞台挨拶：猫ひろし、大和田廣樹）」、「謝罪の王様（舞台挨拶：水田伸生、奥田誠治）」、「3月のライオン（舞台挨拶：大友啓史）」など。

### 第14回山形国際ムービーフェスティバル2018（YMF2018）
開催日：2018年11月9日(金)・10日(土)・11日(日)　会場：ムービーオンやまがた（山形市嶋北）
Netflixオリジナルドラマ「Jimmy〜アホみたいなホンマの話〜」全9話の上映が行われ、舞台挨拶にはジミー大西、中尾明慶が登場した。その他の招待作品としては「菊とギロチン（舞台挨拶：瀬々敬久、木竜麻生、寛一郎、仁科あい）」、「彼女の人生は間違いじゃない（舞台挨拶：廣木隆一、瀧内公美）」など。また、映画祭のテーマソングとしてアンダーグラフ「まだ見ぬ世界を映しながら」が完成しお披露目となった。

### 第15回山形国際ムービーフェスティバル2019（YMF2019）
開催日：2019年11月8日(金)・9日(土)・10日(日)　会場：ムービーオンやまがた（山形市嶋北）
第15回の記念開催を記念して、YMFアンバサダーを設立。菜 葉 菜、結城貴史、真戸原直人、森友嵐士が就任した。招待作品のゲストとしては笑福亭鶴瓶、有村架純などが来場。吉本興業が主催する沖縄国際映画祭と連携し制作した地域発信型映画の「海まで何マイル（舞台挨拶：廣木隆一、菜葉菜、好井まさお、ソラシド）」も上映された。YMF2013のコンペティション部門で観客賞と武林未来賞を受賞した風間太樹が、招待作品監督として凱旋し「チア男子!!」の上映と舞台挨拶を行った。

### 第16回山形国際ムービーフェスティバル2020（YMF2020）
開催日：2020年11月13日(金)・14日(土)・15日(日)　会場：ムービーオンやまがた（山形市嶋北）
新型コロナウイルス感染症の世界的流行し、感染拡大防止のため開催延期やオンラインでの開催を検討していたが、“今私たちにできることを！”をテーマに、リアルでの開催を決定。コンペティションでは、コロナ禍におけるショートフィルムや日常をテーマに3～5分程度のリモート製作を含めたショートコンテンツを募集する「withコロナ／ショートフィルム部門」を緊急募集した。感染拡大防止のため、レセプションパーティーは休止となった。

### 第17回山形国際ムービーフェスティバル2021（YMF2021）
開催日：2021年11月12日(金)・13日(土)・14日(日)　会場：ムービーオンやまがた（山形市嶋北）
招待作品上映および舞台挨拶では「竜とそばかすの姫（舞台挨拶：齋藤優一郎）」、「永野CHANNEL THE MOVIE ～音楽の絆～（舞台挨拶：永野、ダーヨシ、吉村和彬）」、「樹海村（舞台挨拶：清水崇）」などが登場。「映画への想いは、未来に繋がっていく」をテーマにトークショーを開催。行定勲、大友啓史、清水崇、橋本マナミ、紀伊宗之、吉村和文が参加した。コロナ感染防止のためレセプションパーティーは休止となった。

### 第18回山形国際ムービーフェスティバル2022（YMF2022）
開催日：2022年11月11日(金)・12日(土)・13日(日)　会場：ムービーオンやまがた（山形市嶋北）
招待作品上映および舞台挨拶では「キングダム2 遥かなる大地へ（舞台挨拶：佐藤信介）」、「BiSH presents PCR is PAiPAi CHiNCHiN ROCK’N’ROLL（舞台挨拶：行定勲、セントチヒロ・チッチ）」、「ワタシの中の彼女（舞台挨拶：中村真夕、菜 葉 菜、浅田美代子）」など。また、WOWOWオリジナルドラマ「椅子 第6話・第7話」の上映が行われ舞台挨拶には又吉直樹が登場した。昨年、一昨年に引き続き、レセプションパーティーは休止となった。

### 第19回山形国際ムービーフェスティバル2023（YMF2023）
開催日：2023年11月10日(金)・11日(土)・12日(日)　会場：ムービーオンやまがた（山形市嶋北）
招待作品上映および舞台挨拶では「キリエのうた（舞台挨拶：岩井俊二）」、「せかいのおきく（舞台挨拶：阪本順治）」、「銀河鉄道の父（舞台挨拶：成島出）」、「レジェンド&バタフライ（舞台挨拶：大友啓史）」、「DitO（舞台挨拶：結城貴史）」、などが登場。この年よりレセプションパーティーを再開。また、U-NEXTとの連携により、最終ノミネート作品のU-NEXT配信がスタート。審査委員に女優で写真家の松田美由紀が新たに就任した。

### 第20回山形国際ムービーフェスティバル2024（YMF2024）
開催日：2024年11月8日(金)・9日(土)・10日(日)　会場：ムービーオンやまがた（山形市嶋北）
コンペティションでは、これまでの短編部門（30分以内）に加え、長編部門（31分 - 2時間30分）を新設。映画祭20回開催を記念してディーン・フジオカ、鈴鹿央士、和田正人、鞘師里保などの豪華ゲストが来場し話題を呼んだ。映画「BLUE FIGHT 〜蒼き若者たちのブレイキングダウン〜」のスペシャルトークショーとして、溝口勇児、木下暖日、TERUが登場した。また、YMF20回を記念したKEN OKUYAMA DESIGNの奥山清行さん描き下ろしデザインのオリジナルコラボTシャツの限定販売も行われた。